# Seriphidium argilosum
Seriphidium argilosum là một loài thực vật có hoa trong họ Cúc. Loài này được (Beetle) K.Bremer & Humphries miêu tả khoa học đầu tiên năm 1993.